# اورن
اورن (تلفظ فرانسوی: [ɔʁn]) ( Haut-Rhin ) یکی از دپارتمان هان های کشور فرانسه است. دپارتمان اورن در شمال شرقی این کشور قرار دارد. این دپارتمان جزو ایالت آلزاس Alsace می‌باشد. مساحت این دپارتمان ۶٬۱۰۳ کیلومتر مربع و جمعیت آن ۲۹۲٬۶۰۹ نفر است. این دپارتمان در خلال انقلاب فرانسه بر پا گردید.